# Maschinenfabrik Deutschland

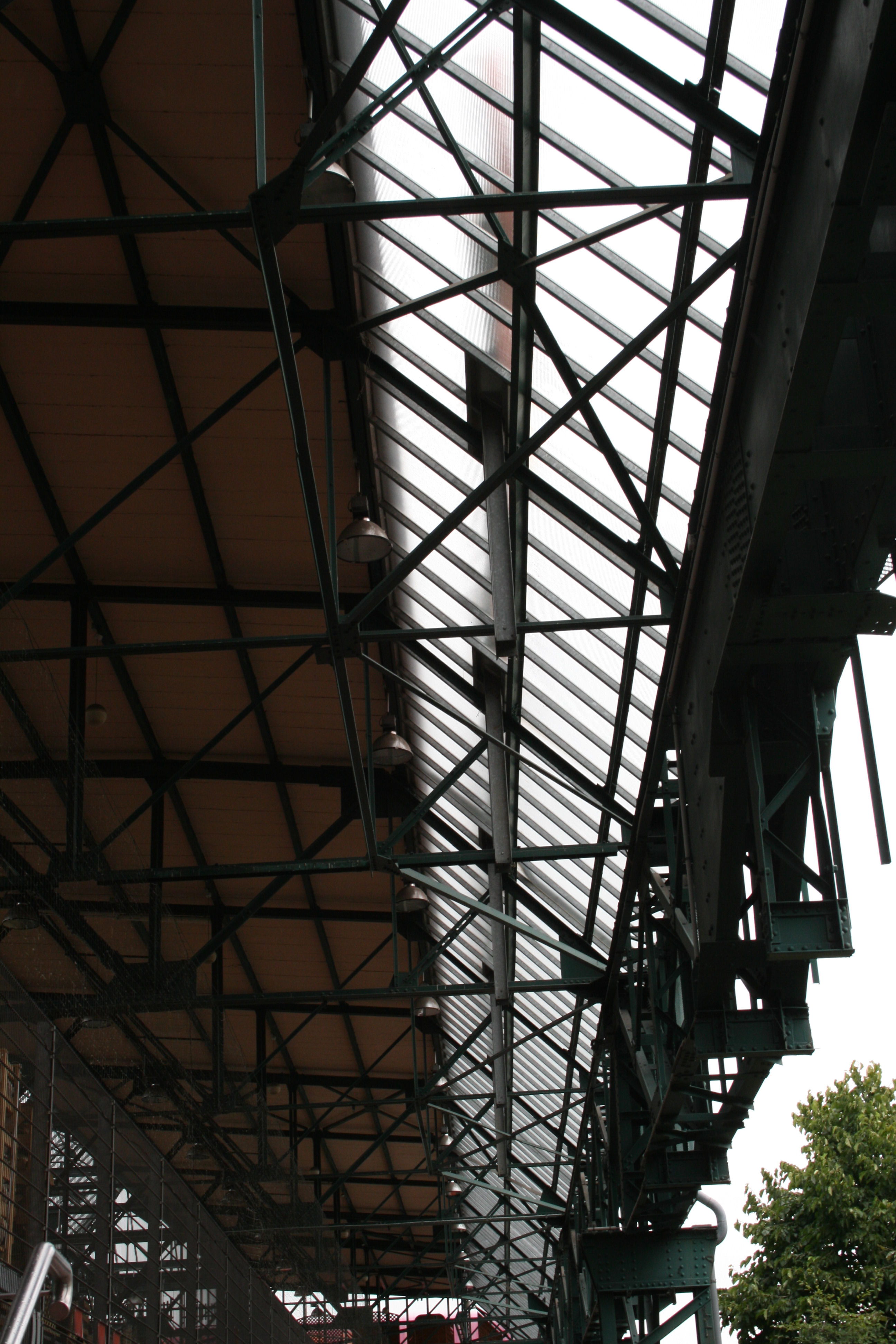
Die Dachkonstruktion der Weichenbauhalle der Maschinenfabrik Deutschland

Die Maschinenfabrik Deutschland (MFD) war ein Hersteller von Werkzeugmaschinen zur mechanischen Bearbeitung von Werkstücken größter Abmessungen, von Lastenbewegungsmaschinen (z. B. Gießkrane mit großem Arbeitsbereich und hoher Tragkraft und Arbeitsgeschwindigkeit für den Einsatz in Hüttenwerken) und zum Bau von Eisenbahn-Weichen sowie von, für die technische Sicherheit im schienengebundenen Verkehr relevanten, Maschinen zur Bearbeitung und Prüfung von Radsätzen mit Sitz in Dortmund.

## Geschichte
Gemeinsam mit dem damaligen Leiter der Borsigwerke in Berlin, August Julius Albert Borsig, und Louis Baare vom Bochumer Verein für Gußstahlfabrikation gründete der Obermaschinenmeister der Köln-Mindener Eisenbahn Julius Weidtmann 1872 die Maschinenfabrik im Norden der Dortmunder Innenstadt. 1911 fiel sie an die Eisen-Stahlwerke Hoesch AG. Im Rahmen der Rationalisierungs- und Konzentrationsbestrebungen in der Weltwirtschaftskrise wurden der MFD 1929 die ebenfalls zum Hoesch-Konzern gehörende Maschinenfabrik Both & Tilmann unterstellt, deren Abteilung Weichenbau mit der eigenen Abteilung zusammengeführt wurde. Während des Zweiten Weltkriegs war die Produktion auf kriegswichtige Güter umgestellt, darunter insbesondere Munition. Es wurden in der Produktion mehr als 2900 Zwangsarbeiter beschäftigt.
Im Jahr 1952 wurde die Maschinenfabrik neu gegründet und operierte seither weitgehend eigenständig unter dem Namen Hoesch MFD. In den 1990er Jahren wurde die Fabrik geschlossen und bis auf die Weichenbauhalle an der Bornstraße komplett abgerissen. Diese ist als Baudenkmal in die Denkmalliste der Stadt Dortmund eingetragen.
Die MFD befand sich auf einer Fläche von 830 ha entlang der Bornstraße zwischen Borsigstraße und Mindener Straße, westlich der Hoesch-Westfalenhütte und östlich der ebenfalls zu Hoesch gehörenden Zeche Kaiserstuhl 1, heute eine Liegenschaft der Dortmunder Actien-Brauerei. 1995 kaufte Vossloh die Bestände von MFD sowie die Hegenscheidt GmbH auf und führte sie am Standort Erkelenz zur heutigen Hegenscheidt MFD GmbH zusammen. 1996 erlosch der berühmte Name Maschinenfabrik Deutschland.
Die Stadt Dortmund nutzte die Fläche der MFD zu großen Teilen um, heute sind auf der Fläche ein Hornbach Baumarkt und einige Handelsunternehmen ansässig. Die alte Weichenbau-Halle an der Bornstraße wird von Hornbach als Teil der Gartenbauabteilung weitergenutzt und ist Bestandteil der Route der Industriekultur.
Zwei nach dieser Firma benannte Produkte, die Deutschlandkurve und das Aufgleisgerät mit dem Namen Deutschlandgerät, lassen den Namen der Firma in Eisenbahnerkreisen weiterleben.